# Bullionisme
Le bullionisme est un courant de pensée économique espagnol du XVIe siècle qui repose sur la conviction que la quantité de métaux précieux détenue par un pays est la mesure de sa richesse, et que l'État doit à tout prix inciter l'accumulation de ces métaux sur son territoire. Il préconise particulièrement l'exploitation et l'importation minière à partir des colonies, et également d'empêcher l'or et l'argent entrés dans le pays de sortir des frontières. Le bullionisme a été la matrice primitive du mercantilisme.

## Histoire
Le bullionisme naît en Espagne. À la suite de la Reconquista, le pays est victime d'un marasme économique profond. Cela incite les légistes espagnols à chercher des moyens de relancer l'économie du pays. Certains remarquent que l'Angleterre a accumulé des vastes réserves d'or et d'argent grâce à ses excédents commerciaux, et établit un lien entre la possession de métaux précieux et la richesse du pays. 
Bien que les soutiens espagnols du bullionisme n'écrivent pas de traités théoriques sur le sujet (contrairement aux précurseurs de l'école classique au siècle suivante), ils se mobilisent auprès des dirigeants. Ortiz écrit en 1558 un Mémoire au roi pour empêcher les sorties d'or. La doctrine se développe principalement en Espagne, car l'afflux des métaux précieux venus d'Amérique conduit à une forte augmentation du pouvoir d'achat à court terme, ce que les auteurs voient comme une confirmation implicite de leur théorie. Charles Quint et Philippe II suivent les préconisations bullionistes.

## Concept
Le bullionisme considère l'or comme la richesse par excellence en raison du caractère impérissable de l'or.  Le terme est construit à partir de l'anglais bullion, qui signifie « lingot ».
Le bullionisme n'est que peu théorisé. La doctrine ne fait pas l'objet de calculs particulièrement poussés. Les principaux soutiens du bullionisme se trouvaient à Salamanque, Valladolid et Tolède.

### Analyse mercantiliste
Au XVIe siècle, l'économiste mercantiliste français Jean Bodin démontre statistiquement que l'importation d'or à partir des colonies espagnoles est à l'origine d'une forte inflation en Europe, ainsi, il est le tout premier homme à avoir posé les bases du quantitativisme, pensée selon laquelle toute augmentation de la masse monétaire entraîne une augmentation proportionnelle des prix, ainsi la monnaie a un rôle parfaitement neutre sur le niveau de richesse d'un pays.
Au XVIIe siècle, moins critique, l'économiste britannique William Petty voit d'un bon œil cette hausse de la monnaie : celle-ci permet d'augmenter l'offre de monnaie et de crédit, et donc forcent les notaires à abaisser les taux d'intérêt, ce qui permettra finalement d'augmenter les investissements réalisés dans le pays.

## Critiques
Le bullionisme, tout comme son successeur direct qu'est le mercantilisme, fait l'objet de diverses critiques théoriques et empiriques dans les siècles qui suivent.
L'économiste Adam Smith attaque les courants mercantilistes dont le bullionisme dans son ouvrage séminal, La Richesse des Nations. Il dénie à l'or et à l'argent leur fonction de mesure de la richesse dans le premier chapitre du quatrième livre. 
Le ralentissement économique de l'Espagne après le XVIIe siècle est en partie attribué à l'application de la doctrine bullionniste, qui asphyxie le commerce espagnol. En effet, l'entrée massive d'or dans l'économie espagnole provoque de l'inflation, une appréciation de la monnaie, et donc une perte de compétitivité. L'Espagne enchaîne par la suite des déficits commerciaux. L'économiste Jacques Lacour-Gayet consacre un chapitre entier au bullionisme dans son livre Histoire du commerce (1950), sous l'intitulé de « La faillite du bullionisme ».